# Жора-де-Міжлок
Жора-де-Міжлок (рум. Jora de Mijloc) — село в Оргіївському районі Молдови. Адміністративний центр однойменної комуни, до складу якої також входять села Жора-де-Жос, Жора-де-Сус та Лопатна.

## Населення
За даними перепису населення 2004 року у селі проживали 1378 осіб.
Національний склад населення села:
| Національність       | Кількість осіб | Відсоток   |
| -------------------- | -------------- | ---------- |
| молдавани румуни     | 1363 2         | 98,9% 0,1% |
| українці             | 8              | 0,6%       |
| росіяни              | 3              | 0,2%       |
| інша / без відповіді | 2              | 0,1%       |
| Всього               | 1378           | 100%       |